# Kermoroc'h
Kermoroc'h è un comune francese di 411 abitanti situato nel dipartimento delle Côtes-d'Armor nella regione della Bretagna.

## Società

### Evoluzione demografica
Abitanti censiti